# Peter Berglar
Peter Berglar (ur. 8 lutego 1919 w Kassel, zm. 10 listopada 1989 w Kolonii) – niemiecki historyk, lekarz, profesor historii średniowiecznej i współczesnej na Uniwersytecie w Kolonii, autor szeregu cenionych książek biograficznych.

## Życiorys
Wychowywał się w Darmstadt. W 1944 ukończył studia medyczne w Berlinie i do 1966 pracował jako lekarz internista w Kolonii. Na tamtejszym uniwersytecie studiował historię, filologię germańską oraz historię Hiszpanii i Ameryki Łacińskiej. 1969 ukończył dysertację doktorską na temat Walthera Ratnenaua, a 1970 otrzymał stanowisko profesora na Uniwersytecie w Kolonii. Jego prace są tłumaczone na język hiszpański, polski, rosyjski, słoweński i włoski. Był supernumerariuszem Opus Dei.

## Nagrody i wyróżnienia
- Kawaler Orderu Świętego Grzegorza Wielkiego (1980) za biografię o Tomaszu Morusie[1].

## Wybrana bibliografia
- Schiller oder der heroische Irrtum, Bonn, Verl. der Buchgemeinde, 1959
- Welt und Wirkung. Gedanken über Menschen, Christen, Deutsche, Bonn, Bibliotheca Christiana, 1961
- Verhängnis und Verheissung. Papst Hadrian VI. - Der "Jesuitenstaat" in Paraguay, Bonn, Bibliotheca Christiana, 1963
- Die Gesellschaftliche Evolution der Menschheit, Bonn, Bibliotheca Christiana, 1965
- Personen und Stationen - Deutschlands, Europas, der Welt, zwischen 1789 und heute, Bonn, Bibliotheca Christiana, 1966
- Annette von Droste-Hülshoff, Reinbek, Rowohlt, 1967 ; 1974, 16. Aufl., 1992, ISBN 3-499-50130-9
- Wilhelm von Humboldt, Reinbek, Rowohlt, 1970; 9. Aufl., 2003, ISBN 3-499-50161-9
- Matthias Claudius, Reinbek, Rowohlt, 1972; 6. Aufl., 2003 ISBN 3-499-50192-9
- Metternich. Kutscher Europas, Arzt der Revolutionen, Göttingen, Musterschmidt, 1973, ISBN 3-7881-0079-6
- Konrad Adenauer. Konkursverwalter oder Erneuerer der Nation?, Göttingen, Hansen-Schmidt, 1975, ISBN 3-7881-0087-7
- Autorität - Wohltat oder Űbel, Köln, Adamas, 1977, ISBN 978-3-920007-37-3
- Die Stunde des Thomas Morus. Einer gegen die Macht, Freiburg, 1978; Köln, Adamas, 1998, ISBN 3-925746-78-1
- Fortschritt zum Ursprung. Die Geschichtsneurose des modernen Menschen, Salzburg, Otto Müller, 1978, ISBN 3-7013-0571-4
- Maria Theresia, Reinbek, Rowohlt, 1980; 6. Aufl. 2004 ISBN 3-499-50286-0 ; wydanie pol. Maria Teresa, tł. Andrzej Marcinek, Warszawa, Oficyna Historii XIX i XX Wieku, 1997, ISBN 83-905989-5-7
- Walther Rathenau. Ein Leben zwischen Philosophie und Politik, Bremen, Schuenemann, 1982, ISBN 3-7961-010-0 ; Graz, Styria-Verl., 1987 ISBN 3-222-11667-9
- Geschichte als Tradition, Geschichte als Fortschritt, Graz, Styria-Verl., 1984, ISBN 3-222-11523-0
- Petrus. Vom Fischer zum Stellvertreter, Köln, Adamas, 1999, ISBN 3-925746-79-X
- Josemaria Escrivá. Leben und Werk des Gründers des Opus Dei, 4. Aufl., Köln, Adamas, 2005, ISBN 3-925746-67-6